# Kasuga (1904)
El Kasuga (春日?) fue uno de los dos cruceros acorazados de diseño italiano Clase Giuseppe Garibaldi en servicio con la Armada Imperial Japonesa. Participó en la Guerra Ruso-Japonesa y fue hundido, ya fuera de servicio, al final de la Segunda Guerra Mundial.

## Historial

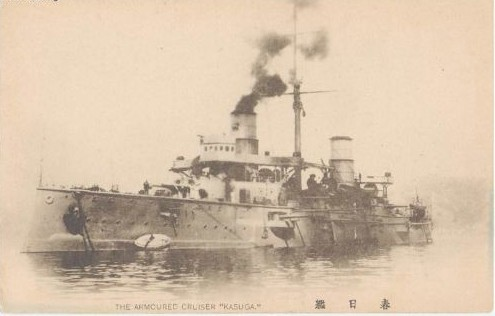
Postal del Kasuga, en torno a 1904.

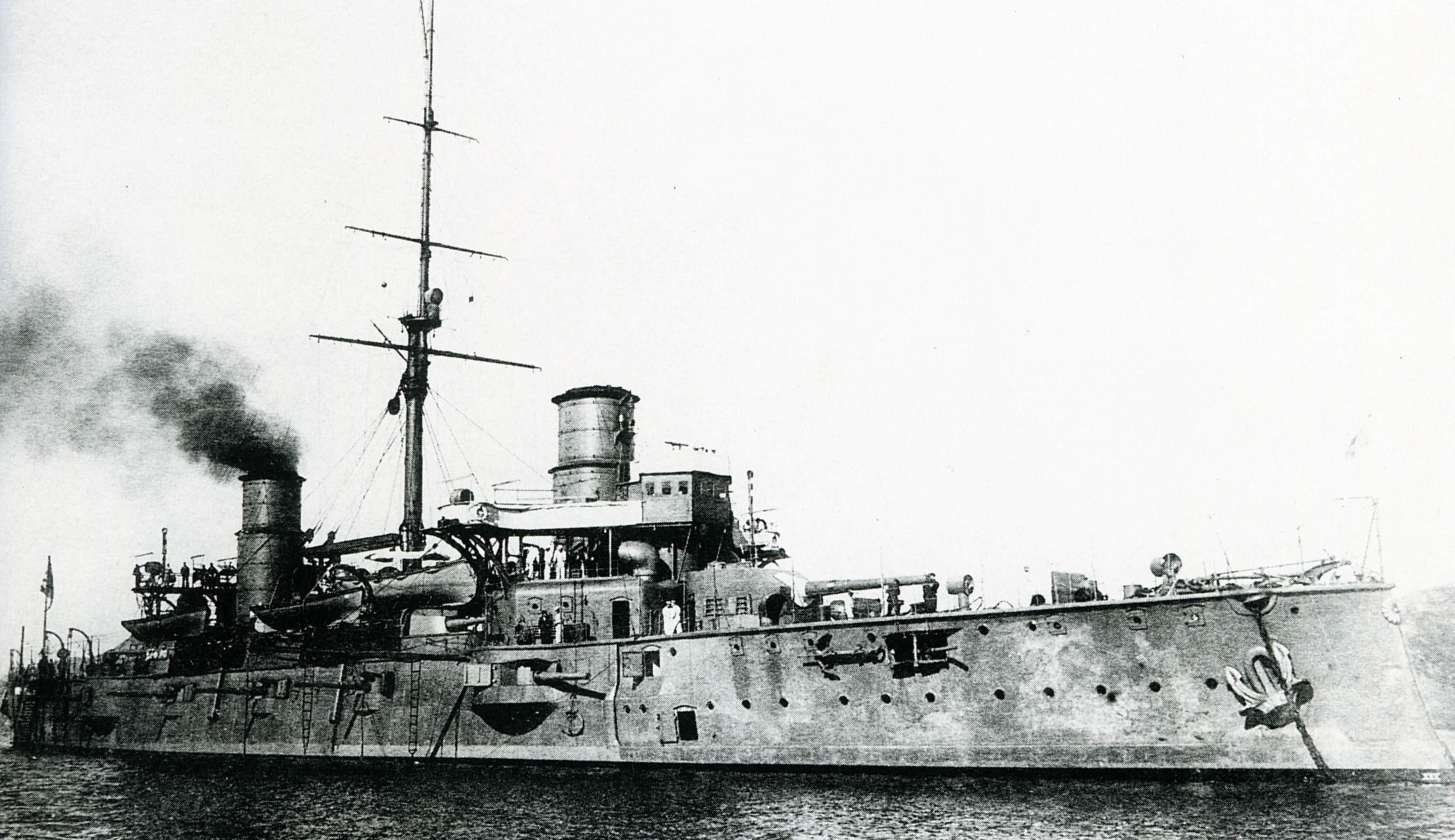
El Kasuga en Kure, en torno a 1904–05.

Originalmente puesto en grada para entrar en servicio con la Armada italiana con el nombre de Mitra, fue comprado por Argentina antes de su botadura debido a su conflicto con Chile y rebautizado Bernardino Rivadavia en honor al político argentino Bernardino de la Trinidad González Rivadavia y Rivadavia. Sin embargo, antes de su conclusión se alcanzó la paz entre las dos naciones y el gobierno argentino decidió venderlo a Japón, que se encontraba a las puertas de una guerra con el Imperio ruso.
A su llegada a Japón, el Kasuga experimentó una modificación en su armamento, tras lo cual participó en la Guerra Ruso-Japonesa. En 1914, junto a su gemelo Nisshin fue modernizado, siendo reemplazadas sus ocho calderas originales por doce calderas Kampon. En 1918 encalló en el estrecho de Bangka, en Indonesia, permaneciendo allí durante seis meses. En 1927 fue clasificado como buque de entrenamiento, algo que era habitual en buques que habían cumplido su período operativo, donde navegantes e ingenieros podían hacer sus prácticas sin obstaculizar la labor de una unidad de combate activa. En 1933 se redujo su armamento y se aumentó su dotación en 100 efectivos. Finalmente, en julio de 1942 fue totalmente desarmado y convertido en pontón. Resultó hundido en un ataque aéreo el 18 de julio de 1945 en su amarre de Yokosuka, en la posición (35°18′N 139°40′E / 35.300, 139.667). Posteriormente, el casco fue reflotado y desguazado en Uraga a lo largo de 1948.